# Ludovic Baschet
Pour les articles homonymes, voir Baschet.
Ludovic Baschet, né le 19 septembre 1834 à Paris 3e et mort à Paris 6e le 13 juin 1909, est un artiste peintre, décorateur, galeriste et éditeur d'art français.
Il est entre autres le père de René Baschet, patron de presse, et du portraitiste Marcel Baschet.

## Biographie
Fils d’Élisabeth Louise Baullier et Pierre Baschet, horloger sous la marque Baschet-Baullier et commis voyageur, Ludovic Baschet reçoit une formation de peintre décoratif et devient peintre industriel spécialisé notamment dans le papier peint : son travail est plusieurs fois salué par l'Union centrale des beaux-arts appliqués à l'industrie qui avait été fondée en 1864.
Baschet se lance dans l'édition d'art à partir de 1876. Il se rapproche des établissements photographiques de la prestigieuse maison d'art Goupil & Cie, qui, dans leurs ateliers situés à Asnières-sur-Seine, avait mis au point, grâce à Henri Rousselon, une série de procédés de reproduction et d'édition photomécanique dérivés de la photoglyptie. Montant une petite unité de production éditoriale, Baschet fait tirer sur les machines de Goupil des reproductions de photographies de portraits de personnalités accompagnés de biographies qu'il édite ensuite en un album appelé la Galerie contemporaine littéraire, artistique : le périodique hebdomadaire, d'abord imprimé chez Damase Jouaust, est vendu sous la forme d'un album grand format luxueux, connaît un beau succès mais surtout, chaque tirage peut être vendu à part, soit 1,50 franc, c'est six fois moins que sur le marché. Les albums de la Galerie contemporaine prennent fin en 1884, après 242 biographies et 410 photographies publiées.
Baschet ouvre à Paris cette même année un lieu de ventes pour ses milliers d'estampes obtenues grâce à la zincographie (procédé alors tenu relativement secret), « La Librairie d'art L. Baschet », d'abord au 126 boulevard de Magenta, puis au 125 boulevard Saint-Germain, qui a pour devise « Bien faire ». En 1879, il commence à y publier le Catalogue illustré du Salon.
Ludovic avait épousé le 9 juillet 1857 Julie Antoinette Élise Vendryes (1837-1892) : leur premier fils, René (1860-1949), après des études de droit, rejoint la librairie familiale au début des années 1880, et va désormais épauler son père qui se lance dans la production d'une nouvelle série de périodiques. D'abord en mai 1883 le Paris illustré imprimé chez Lahure où fut expérimentée la typographie couleurs, puis en 1885, la Revue illustrée avec une maison d'édition au même nom et reprenant, à partir de 1888, l'édition de portraits publiées auparavant dans la Galerie contemporaine.
Baschet père et fils publient également les albums de la série Panorama (inauguré par Le Panorama-illustré), portant sur divers thèmes « artistiques », construits parfois en fonction des grandes manifestations de officielles (expositions universelles, salons, etc.) : si l'iconographie est de qualité, Baschet se montre un commercial malin, abordant des sujets en vogue comme « Le Louvre », « le nu féminin », « Paris la nuit » ou encore « les « jolies actrices » et « l'Armée française »... Vendu 60 centimes, Le Panorama reste l'un des grands succès de cette époque, puisque près de dix millions d'unités auraient été vendues. Baschet n'abandonne pas pour autant les procédés de gravure classique : il propose des éditions de luxe à tirage limité d'albums artistiques comprenant des gravures en taille douce.
Au début des années 1890, Baschet déménage sa librairie au 12 rue de l'Abbaye, laissant ses anciens locaux à l'éditeur Édouard Pelletan.
Le 19 septembre 1900, il est nommé chevalier de la Légion d'honneur sur proposition du ministère du Commerce.
Il faut croire que les affaires de Baschet sont très rentables puisqu'en 1904, lui et sa famille deviennent propriétaires de L'Illustration, un magazine qui va ensuite connaître une croissance sensible.

## Distinctions
- Chevalier de la Légion d'honneur (1900)
- Officier de l'Instruction publique
- Officier d'académie